# Spamdexing
Spamdexing (còn gọi là thư rác tìm kiếm, công cụ tìm kiếm thư rác hoặc spam web) liên quan đến một số phương thức, chẳng hạn như lặp đi lặp lại các cụm từ không liên quan, để thao tác liên quan hoặc nổi bật của tài nguyên lập chỉ mục của một công cụ tìm kiếm, trong một cách thức không phù hợp với Mục đích của hệ thống lập chỉ mục. Một số coi nó là một phần của tối ưu hóa công cụ tìm kiếm, mặc dù có rất nhiều công cụ tìm kiếm tối ưu hóa mà phương pháp nâng cao chất lượng và sự xuất hiện của các nội dung của những trang web và phục vụ nội dung hữu ích cho nhiều người người sử dụng. 
Công cụ tìm kiếm sử dụng một loạt các thuật toán để xác định thứ hạng liên quan. Một số trong số này bao gồm xác định xem các thuật ngữ tìm kiếm xuất hiện trong META từ khóa từ khóa, những người khác cho dù các thuật ngữ tìm kiếm xuất hiện trong cơ thể văn bản hoặc URL của một trang web. Nhiều công cụ tìm kiếm kiểm tra các trường hợp của spamdexing và sẽ loại bỏ các trang nghi ngờ từ chỉ số của họ. Ngoài ra, những người làm việc cho một tổ chức động cơ tìm kiếm nhanh chóng có thể chặn các kết quả niêm yết toàn bộ từ các trang web có sử dụng spamdexing, có lẽ cảnh báo của các khiếu nại của người sử dụng sai trận. Sự gia tăng của spamdexing trong những năm 1990 đã làm cho công cụ tìm kiếm hàng đầu thời điểm đó kém hữu ích hơn.
Kĩ thuật thường gặp có thể được phân thành hai loại: nội dung thư rác (hoặc hạn thư rác) và liên kết thư rác.

## Lịch sử
Từ những năm con người biết đến các công cụ tìm kiếm và sự phổ biến của nó - người ta đã biết thế nào là Spamdexing.

## Nhồi nhét từ khóa
Điều này liên quan đến việc tính toán vị trí của các từ khóa trong một trang để nâng cao tính cạnh tranh, đa dạng, và mật độ của trang. Điều này rất hữu ích để làm cho một trang xuất hiện để được có liên quan cho một trình thu thập web trong một cách mà làm cho nó nhiều khả năng được tìm thấy. Ví dụ: Một người buôn bán bất động sản làm ra một trang web và nhồi hàng ngàn từ khóa liên quan đến ca sĩ nhằm thu hút các fan hâm mộ ghé qua trang của ông. phiên bản cũ của chương trình lập chỉ mục đơn giản là tính cách thường xuyên một từ khoá xuất hiện, và được sử dụng mà để xác định mức độ phù hợp. Hầu hết các công cụ tìm kiếm hiện đại có khả năng phân tích một trang để nhồi từ khoá và xác định xem liệu tần số phù hợp với các trang web khác tạo đặc biệt để thu hút lưu lượng truy cập công cụ tìm kiếm. Ngoài ra, các trang web lớn được cắt ngắn, vì vậy mà các danh sách từ điển lớn có thể không được lập chỉ mục trên một trang web duy nhất.

## Ẩn các từ khóa
Điều này là không liên quan văn bản được chèn vào bằng cách ngụy trang từ khoá và cụm từ bằng cách làm cho chúng cùng một màu sắc như là nền, sử dụng cỡ chữ nhỏ, hoặc ẩn chúng trong HTML code như là "không có khung" phần, thuộc tính ALT, zero-width/height DIVs, và "no script". Tuy nhiên, văn bản ẩn không phải luôn luôn spamdexing: nó cũng có thể được sử dụng để tăng cường khả năng tiếp cận. Người sàng lọc các trang web cho một công ty động cơ tìm kiếm có thể tạm thời hoặc vĩnh viễn chặn toàn bộ trang web để có văn bản vô hình trên một số trang web.

## Spam blog
Spam blog, còn được gọi là autoblogs, là blog giả tạo ra chỉ để gửi. Chúng sẽ tự động đăng bài  để tạo các backlink.